# Parafia Ducha Świętego w Kadzidle
Parafia Ducha Świętego w Kadzidle – rzymskokatolicka parafia należąca do dekanatu Kadzidło, diecezji łomżyńskiej, metropolii białostockiej. Parafię prowadzą księża diecezjalni.

## Historia
Parafia została erygowana w 1740 roku, początkowo w dekanacie mławskim, a później ostrołęckim. Wybudowano wówczas drewniany kościół z inicjatywy starosty ostrołęckiego, Jana Małachowskiego, współpracującego z biskupem Antonim Dembowskim. Do parafii w Kadzidle przyłączono miejscowości należące wcześniej do parafii w Myszyńcu, Nowogrodzie i Ostrołęce. W 1817 roku parafia Kadzidło obejmowała 39 miejscowości, które zamieszkiwało 6165 osób, w tym 6013 katolików, 120 żydów i 32 protestantów.
Z parafii odłączyła się w 1838 roku obecna parafia Najświętszego Serca Jezusowego w Lipnikach. Przed 1882 rokiem parafia liczyła 8525 wiernych. Należała do niej wówczas jeszcze kaplica w Dąbrówce.
W 1914 roku liczba miejscowości należących do parafii zmniejszyła się do dwudziestu dziewięciu, ale równocześnie wzrosła liczba parafian, których było 9047. W 1925 roku parafia została włączona do nowo powstałej diecezji łomżyńskiej. W 1932 roku do parafii należały 9743 osoby, a w 2004 roku liczyła ona 9462 wiernych.
Pierwszy drewniany kościół zastąpił drugi, wybudowany w 1783 roku z inicjatywy starosty ostrołęckiego, Antoniego Małachowskiego. Miał 34 m długości, 18 m szerokości i 12 m wysokości. Obecna neobarokowa świątynia została wybudowana w latach 1883-1886, dzięki działaniom podjętym przez księdza Konstantego Rejchla. Wymiary kościoła to 60 m długości, 22 m szerokości i 17 m wysokości do sklepienia.

## Miejsca święte

### Kościoły filialne i kaplice
Kaplica w budynku szkolnym w Glebie.

## Obszar parafii

### Miejscowości i ulice
W granicach parafii znajdują się miejscowości:

- Kadzidło,
- Brzozówka,
- Długi Kąt (część),
- Gleba,
- Golanka,
- Grale,
- Jazgarka,
- Jeglijowiec,
- Kierzek,
- Klimki,
- Krobia,
- Kuczyńskie,
- Piasecznia,
- Rososz,
- Siarcza Łąka,
- Strzałki,
- Sul,
- Tatary,
- Todzia.

## Duszpasterze

### Proboszczowie
- 1740–1751: ks. Idzi Długołęcki
- 1751–1777: ks. Franciszek Puchalski
- 1777–1804: ks. kanonik Marcin Szwejkowski
- 1804–1822: ks. Maciej Sułkowski
- 1822–1845: ks. Kacper Milewski
- 1845–1872: ks. kanonik Tomasz Suski
- 1872–1900: ks. prałat Konstanty Rejchel
- 1900–1905: ks. Stanisław Bosacki
- 1905–1918: ks. kanonik Michał Turowski
- 1918–1922: ks. Jan Michnikowski
- 1922–1934: ks. kanonik Klemens Kuliński
- 1935–1938: ks. Czesław Ostrowski
- 1938–1942: ks. Antoni Gerwel
- 1945–1961: ks. kanonik Mieczysław Mikołaj Mieszko
- 1962–1985: ks. kanonik Jan Żelaźnicki
- 1985–1999: ks. kanonik Eugeniusz Chyliński
- 1999–2013 ks. prałat Marian Niemyjski
- 2013–2025ks. kanonik Ryszard Kłosiński[6]
- 2025–   ks. Zbigniew Wądołowski[6]